# Hemoglobinopatia
Les hemoglobinopaties són un tipus d'alteració genètica que donen lloc a anomalies en l'estructura d'una de les cadenes de globina de la molècula d'hemoglobina. Les hemoglobinopaties són malalties hereditàries monogèniques (afectació en un sol gen). En la majoria dels casos, s'hereten com a trets autosòmics codominants.
Les hemoglobinopaties comunes inclouen la malaltia de cèl·lules falciformes. S'estima que el 7% de la població mundial (420 milions) n'és portadora, amb un 60% del total i amb un 70% patologia a l'Àfrica. Les hemoglobinopaties són més comunes en les poblacions ètniques d'Àfrica, la conca del Mediterrani i el Sud-est Asiàtic.
Una hemoglobinopatia implica una anormalitat estructural en les mateixa globina. Les talassèmies, en canvi, es produeixen habitualment per una baixa producció de globina normal, sovint a través de mutacions en els gens reguladors. Les dues alteracions poden superposar-se, ja que algunes alteracions que afecten en les proteïnes hemoglobina (hemoglobinopaties) també influeixen en la seva producció (talassèmia). Per tant, algunes hemoglobinopaties són també talassèmies, però la majoria no són hemoglobinopaties.
Tant la presència d'una hemoglobinopatia com d'una talassèmia, o ambdues, pot causar anèmia.